# Jean-Dieudonné Vierset
Pour les articles homonymes, voir Vierset.
 (juin 2020).
Jean-Dieudonné Vierset est un horloger liégeois né à Vyle-et-Tharoul en 1705 et mort à Haillot en 1790. Il est le fondateur d’un atelier familial d’horlogerie dans le Condroz namurois.

## Biographie
Il apprend le métier d’horloger à Liège où il habite et travaille jusqu’au milieu du XVIIIe siècle. Il se marie à la fille d’un bourgeois originaire de Herve avec laquelle il a sept enfants. 
En 1749, il s'installe avec sa deuxième femme dans le village de Haillot proche de son village d’origine, mais en pays Namurois et y fonde un atelier qu’il tiendra pendant quarante ans.
Jean-Dieudonné meurt le 4 janvier 1790 à Haillot.

## L'atelier d'horlogerie de Haillot
Il y réalise surtout des horloges de parquet de style classique Liégeois. La caisse est en bois sculpté ou en marbre. Les cadrans sculptés en cuivre, en laiton et en étain sont surmontés d’un médaillon avec la signature, l’année de fabrication et le nom du village où se trouve l’atelier, souvent noté Halliot (avec le i après les deux l). Il n'est pas rare de rencontrer dans une salle de vente une horloge signée Vierset à Haillot encore en état de marche.

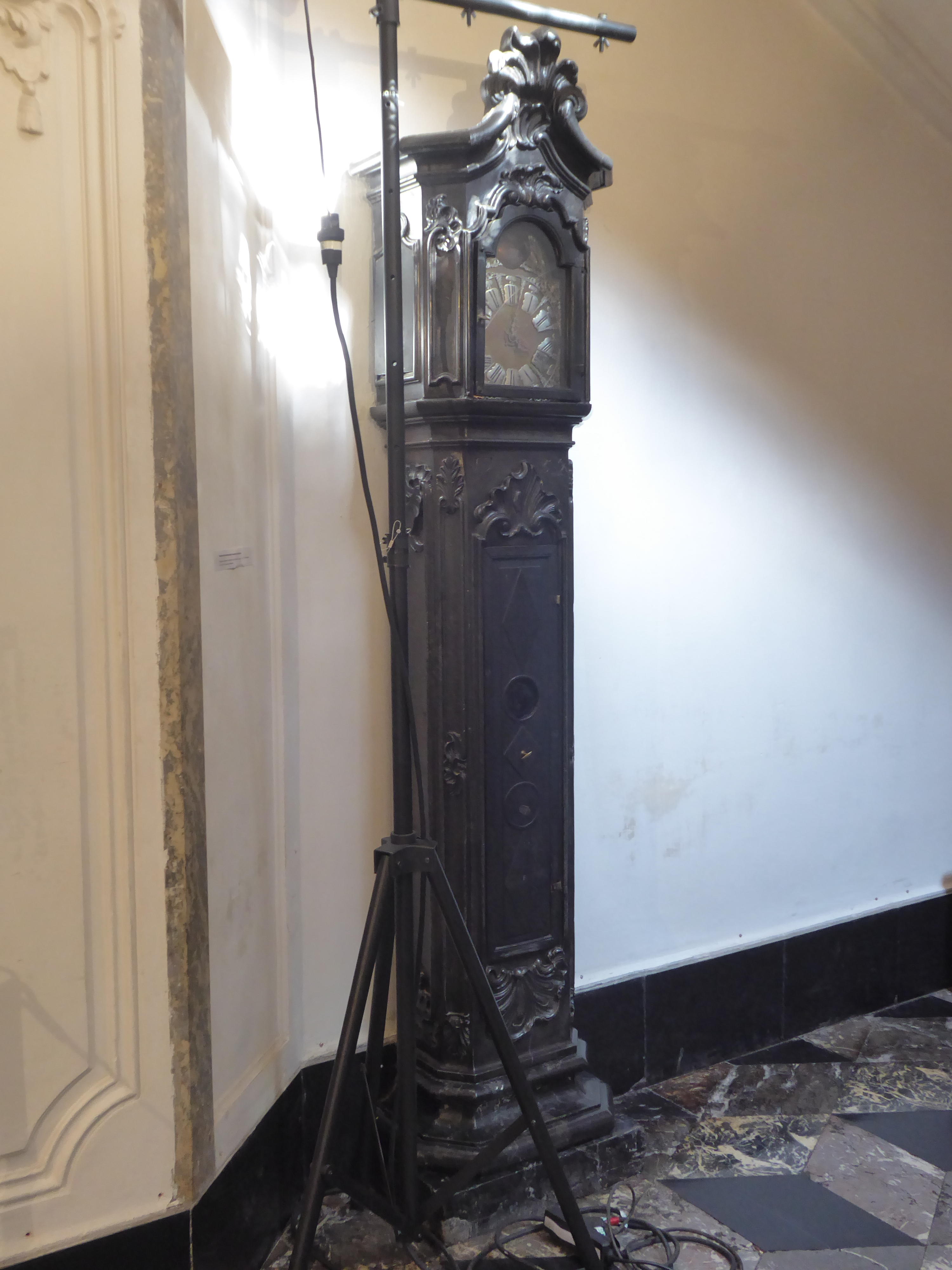
Horloge de Jean Dieudonné Vierset au Musée de Groesbeeck-de Croix à Namur

Le fils ainé de Jean Dieudonné, Lambert Vierset, né en 1729, apprend le métier avec son père et signe ses propres médaillons dès 1760. D’autres membres de la famille travaillent aussi à l’atelier et signent des médaillons d’horloge. C’est notamment le cas de Cyprien, fils de Lambert qui reprendra la direction de l’atelier au décès de son père en 1793. Le fils ainé de Cyprien, Jean Joseph, bien qu’ayant appris le métier avec son père, ne poursuivra pas l’activité après la mort de ce dernier en 1814 et deviendra garde forestier.

## Restauration
En 1779, Jean Dieudonné Vierset récupère la vieille horloge de l’abbaye de Boneffe, la restaure et l’installe dans le clocher de l’église de Hemptinne.